# Directeur de l'exploitation
Pour les articles homonymes, voir DOP et COO.

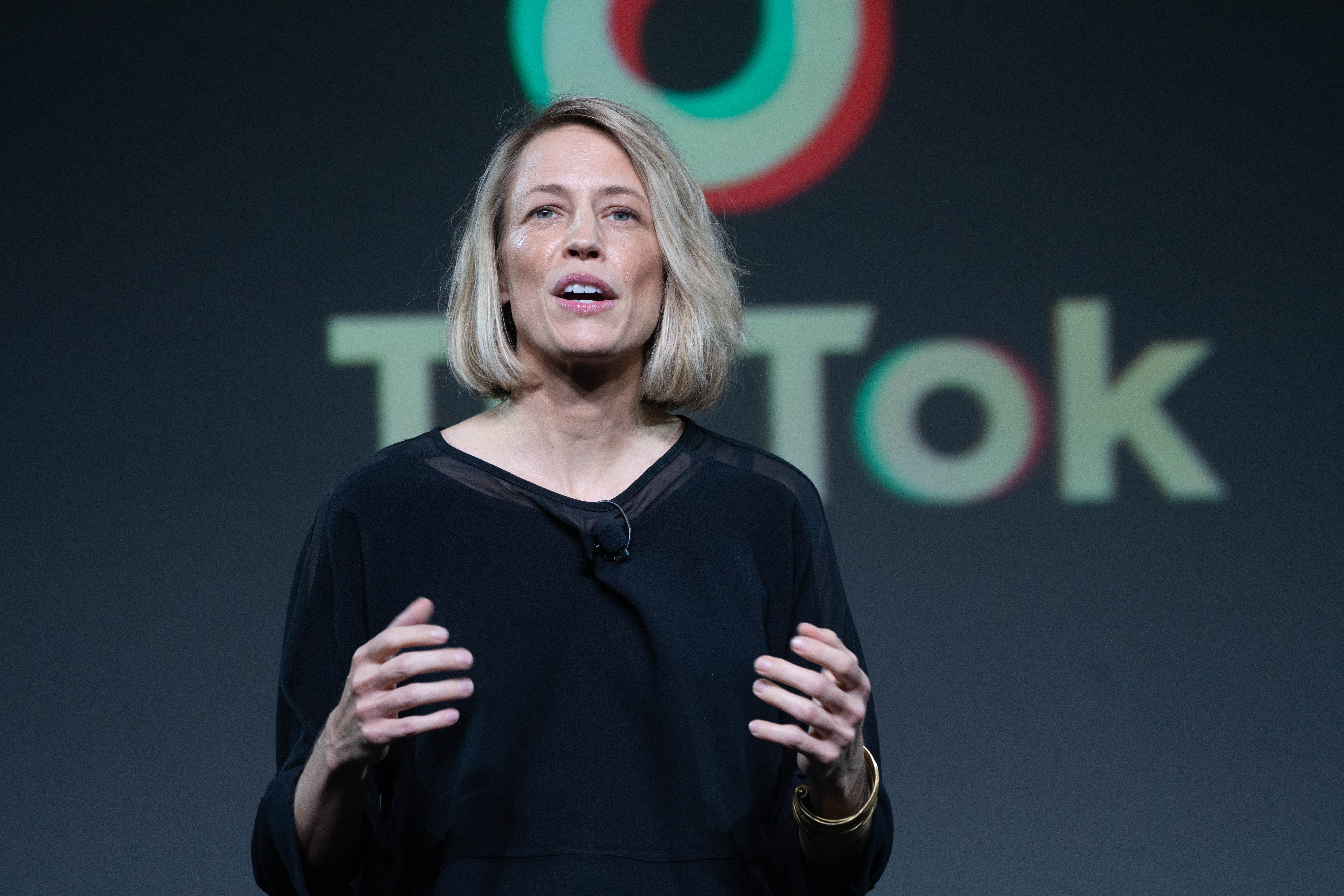
Vanessa Pappas, directrice de l'exploitation de TikTok.

Le directeur de l'exploitation (aussi appelé directeur d'exploitation, directeur des opérations ou DOP ; en anglais chief operating officer ou COO) est un membre de l'équipe de direction d'une entreprise. Dans cette fonction, il doit assurer la direction du périmètre de production qui lui est confié. Pour réussir sa mission, des ressources productives (compétences humaines, matérielles, logicielles, etc.) lui sont allouées. Il en a la gestion et supervise le management des activités.

## Missions habituellement confiées à cette fonction
- décliner la stratégie de l'entreprise aux niveaux des opérations (de production et de services),
- gérer la productivité et la rentabilité des structures dont il a la charge,
- satisfaire les clients en respectant les engagements contractuels (qualité, coût, délai),
- manager et animer ses équipes,
- mettre en place et faire appliquer les procédures opérationnelles,
- prendre en compte les facteurs QSE (Qualité-Sécurité-Environnement) dans les opérations.

## Responsabilités habituellement confiées à cette fonction
- dégager un résultat opérationnel (ROP) conforme aux attentes (c'est‐à-dire aux objectifs qui lui ont été fixés) ;
- entretenir les compétences de ses ressources (formations, diversification des expériences, professionnalisation) ;
- maintenir en conditions opérationnelles (assurer la continuité de la production).

## Liste d'exemples de DOP
- Guy Dollé : ancien directeur des opérations internationales chez Usinor
- Didier Lamouche : ancien directeur des opérations de la société STMicroelectronics
- William Colby : ancien directeur des opérations de la CIA
- Frank Wisner : ancien directeur des opérations de l'Office of Strategic Services (OSS) en Europe du Sud
- Matt Jordan : directeur des opérations de soccer au club Impact de Montréal
- Gwynne Shotwell : directrice de l'exploitation chez SpaceX

## Terminologie
Il ne faut pas confondre la fonction de directeur de l'exploitation avec celle de directeur général (DG), soit Chief Executive Officer (CEO) en anglais, ni avec celle de directeur général délégué (DGD).